# Arma (insekter)
Arma är ett släkte av insekter. Arma ingår i familjen bärfisar.
Släktet innehåller bara arten Arma custos.